# Club Cerro Porteño
Il Cerro Porteño, abbreviazione di Club Cerro Porteño, è una società calcistica di Barrio Obrero, sobborgo di Asunción, in Paraguay. Milita nella División Profesional, la massima serie del campionato paraguaiano di calcio. 
In Paraguay il Cerro Porteño è conosciuto come el club del pueblo (il club del popolo), dato che la maggior parte dei suoi tifosi appartiene alla classe operaia o alle classi sociali inferiori, a differenza di Olimpia e Libertad, club storicamente sostenuti maggiormente dalle classi superiori. È una delle squadre con più tifosi in Paraguay.

## Storia
La fondazione del Club Cerro Porteño risale al 1º ottobre 1912 per opera di Susana Núñez, che fu coadiuvata da un gruppo di giovani. All'epoca il Paraguay viveva una situazione tesa a causa dell'instabilità del governo, dovuta a sua volta alle frequenti rivalità tra i due partiti egemoni, il Partito Colorado e Partido Liberal. A causa delle frizioni i fondatori del club decisero di usare come colori ufficiali della squadra quelli dei partiti rivali, rispettivamente il rosso e il blu, come segno di fraternità tra i paraguaiani. In seguito furono adottati i calzoncini bianchi per completare i colori della bandiera paraguaiana.
La squadra deve il proprio nome alla battaglia combattuta il 19 gennaio 1811 tra le forze di Buenos Aires, i Porteños, e l'esercito paraguaiano sul Cerro Mbaé (collina Mbaé), soprannominata da allora Cerro Porteño (collina Porteño). Le truppe del Paraguay (che all'epoca era una colonia spagnola) furono abbandonate dal comandante spagnolo, ma continuarono a battersi sotto la guida degli ufficiali paraguaiani, fino a riportare una grande vittoria.
Nel corso degli anni il Cerro Porteño ha vinto molti campionati nazionali, affermandosi come uno dei due club più prestigiosi e amati del paese. Risultato degno di nota è il raggiungimento della semifinale della Coppa Libertadores, ottenuto nelle edizioni del 1973, 1978, 1993, 1998, 1999 e 2011.

## Organico

### Rosa
| N. |                     | Ruolo | Calciatore      |
| -- | ------------------- | ----- | --------------- |
| 12 | Paraguay (bandiera) | P     | Ignacio Don     |
| 25 | Paraguay (bandiera) | P     | José Colman     |
| 2  | Paraguay (bandiera) | D     | Raúl Cáceres    |
| 3  | Paraguay (bandiera) | D     | Marcos Cáceres  |
| 5  | Paraguay (bandiera) | D     | Teodoro Paredes |
| 6  | Brasile (bandiera)  | D     | Eduardo Brock   |
| 13 | Paraguay (bandiera) | D     | Fabián Franco   |
| 15 | Paraguay (bandiera) | D     | Alan Rodríguez  |
| 23 | Paraguay (bandiera) | D     | Juan Escobar    |
| 26 | Paraguay (bandiera) | D     | Marcos Acosta   |
| 29 | Uruguay (bandiera)  | D     | Ignacio Pallas  |
| 4  | Uruguay (bandiera)  | C     | Hernán Novick   |
| 8  | Paraguay (bandiera) | C     | Rodrigo Rojas   |
| 10 | Paraguay (bandiera) | C     | Jorge Rojas     |
| 14 | Paraguay (bandiera) | C     | Víctor Cáceres  |
| 16 | Uruguay (bandiera)  | C     | Marcelo Palau   |

| N. |                      | Ruolo | Calciatore      |
| -- | -------------------- | ----- | --------------- |
| 17 | Paraguay (bandiera)  | C     | Julio Irrazábal |
| 20 | Paraguay (bandiera)  | C     | Silvio Torales  |
| 22 | Paraguay (bandiera)  | C     | Juan Aguilar    |
| 24 | Paraguay (bandiera)  | C     | Willian Candia  |
| 28 | Paraguay (bandiera)  | C     | Ronald Roa      |
| 30 | Paraguay (bandiera)  | C     | Kevin Fernández |
|    | Paraguay (bandiera)  | C     | Julio Báez      |
| 7  | Paraguay (bandiera)  | A     | Alfio Oviedo    |
| 8  | Paraguay (bandiera)  | A     | Juan Iturbe     |
| 9  | Bolivia (bandiera)   | A     | Marcelo Moreno  |
| 11 | Paraguay (bandiera)  | A     | Oscar Ruiz      |
| 19 | Argentina (bandiera) | A     | Diego Churín    |
| 27 | Paraguay (bandiera)  | A     | Junior Marabel  |
| 17 | Paraguay (bandiera)  | A     | Fernando Ovelar |
|    | Argentina (bandiera) | A     | Sergio Araujo   |

## Palmarès

### Competizioni nazionali
- Campionato paraguaiano: 33

1913, 1915, 1918, 1919, 1935, 1939, 1940, 1941, 1944, 1954, 1961, 1963, 1966, 1970, 1972, 1973, 1974, 1977, 1987, 1990, 1992, 1994, 1996, 2001, 2004, 2005, 2009 A, 2012 A, 2013 C, 2015, 2017, Apertura 2020, Clausura 2021

### Altri piazzamenti
- Campionato paraguaiano:

Secondo posto: 1914, 1937, 1938, 1942, 1945, 1948, 1951, 1953, 1957, 1958, 1959, 1960, 1964, 1968, 1971, 1976, 1980, 1984, 1991, 1993, 1995, 1997, 1998, 1999, 2006, Apertura 2010, Clausura 2010, Clausura 2011, Clausura 2014, Clausura 2015, Apertura 2018, Clausura 2018, Apertura 2019, Apertura 2023, Clausura 2023
Terzo posto: Clausura 2019
- Coppa Libertadores:

Semifinalista: 1973, 1978, 1993, 1998, 1999, 2011
- Coppa Sudamericana:

Semifinalista: 2009, 2016